# Loch Ness - A Scottish Fantasy
Loch Ness - A Scottish Fantasy is een compositie voor harmonieorkest van de Nederlandse componist Johan de Meij uit 1988. De componist kreeg de opdracht van de organisati van de Festliche Musiktage van het Forum für zeitgenössische Blasmusik in Uster, Zwitserland.
Het werk is opgenomen op cd door de Johan Willem Friso Kapel onder leiding van Alex Schillings.